# Guadalupe Unida, Solidària i Responsable
Guadalupe Unida, Solidària i Responsable, anteriorment Guadalupe Unitat, Socialisme i Realitats (GUSR), és un partit polític en el departament francès d'ultramar de Guadalupe. És un partit d'ideologia socialdemòcrata i des del 2015 és present amb 20 escons al Consell General de Guadalupe. Jacques Gillot fou president del Consell.
La GUSR també té un membre del Senat de França (Dominique Théophile), i és representada a l'Assemblea Nacional Francesa per Ary Chalus. La GUSR dona suport al president Emmanuel Macron.